# Navje
Navje je ljubljanski spominski park, ki sta ga po načrtih Jožeta Plečnika iz leta 1929 v letih 1937 in 1938
uredila arhitekta Jože Plečnik in Ivo Spinčič na skrajnem vzhodnem robu nekdanjega pokopališča sv. Krištofa, ki je segalo na zahodu vse do Dunajske ceste. Pokopališče sv. Krištofa so odprli 3. maja 1779 s prvim pogrebom in blagoslovitvijo ljubljanskega škofa Karla Herbersteina. To novo pokopališče so uredili izven takratnega mestnega središča, saj je cesar Jožef II. prepovedal pokopavanje okoli cerkev v mestih, kot je bilo do takrat v navadi. Zanimivo je, da so na istem mestu, vendar na obeh straneh severne vpadne ceste v Emono pokopavali že stari rimljani, kar pričajo arheološki ostanki. Današnja Dunajska cesta gre na tem mestu po isti trasi kot je šla v starem veku že Jantarna cesta.
Pokopališče sv. Krištofa je nastalo okoli cerkve sv. Krištofa, ki je omenja Valvasor kot podružnico šempeterske fare.
To je bila prvotno majhna cerkev v gotskem slogu, ki so jo leta 1708 podrli in na novo pozidali v baročnem slogu.
Ker se je Ljubljana začela širiti okoli pokopališča sv. Krištofa, so mestne oblasti pokopališče preselile na lokacijo današnjih Žal, kjer so začeli pokopavati 1. maja 1906. 
Na pokopališču sv. Krištofa se je sicer pokopavalo še do leta 1926, vendar so bili možni le še pokopi v grobnice. 
Zadnji pokop na Navju je bil pokop slovenskega politika dr. Antona Korošca leta 1940 v grobnico, ki so jo pripravili zanj in za njegovega tesnega političnega sodelavca Franca Kulovca pod arkadno vežo na Navju. Kulovec pa potem, kljub njegovemu imenu na pokrovu grobnice iz 
Carrarskega marmorja, ni bil pokopan v tej grobnici, saj je med nemškim bombandiranjem Beograda svoje življenje izgubil 6. aprila 1941 in so ga zato pokopali kar v Beogradu.
V vmesnem času, ko sta hkrati delovali obe pokopališči, je bilo veliko pokojnikov oziroma družinskih grobov prenešenih s pokopališča sv. Krištova na novo pokopališče na Žalah.
Zaradi širjenja Ljubljane proti severu in večanja števila prebivalcev so po načrtih Jožeta Plečnika na severni strani  cerkve sv. Krištofa sezidali novo župnijsko cerkev sv. Cirila in Metoda, ki jo je škof dr. Gregorij Rožman posvetil 1. julija 1934.
Na mestu opuščenega pokopališča sv. Krištofa so po načrtih Jožeta Plečnika leta 1936 začeli graditi Baragovo semenišče (današnji Akademski kolegij), ki ga zaradi začetka 2. svetovne vojne niso povsem dokončali. Od predvidene krožne stavbe manjka približno 130 stopinj do polnega kroga.
Po 2. svetovni vojni so leta 1955 začeli po načrtih Ilije Arnautovića na preostanku nekdanjega pokopališča graditi  Gospodarsko razstavišče, kot načrtovano prizorišče VII. kongresa
Komunistične partije Jugoslavije, ki se je odvil leta 1958. Cerkev sv. Krištofa so zato podrli, cerkev sv. Cirila in Metoda pa prestavili višje proti severu, na južni konec Vodovodne ceste.
Z opuščenega dela pokopališča sv. Krištofa, ki so ga kasneje postopoma pozidali, so mestne oblasti prenesle posmrtne ostanke in 
nagrobnike slavnih Slovencev na skrajni vzhodni rob starega pokopališča, ki so ga poimenovali spominski park Navje.
Omeniti je potrebno, da so zaradi stroškov prekopa v veliki večini primerov prenesli le nagrobnike slavnih ljudi, 
ne pa tudi njihovih posmrtnih ostankov.
Na Navju so pokopani posmrtni ostanki večinoma le tistih pokojnikov,
ki so bili že prvotno tam pokopani. Tak primer sta na primer grobova Jerneja Kopitarja in Ivana Tuška.
Ureditvena dela na Navju so potekala med leti 1937 in 1938 po načrtih arhitekta Jožeta Plečnika v sodelovanju z arhitektom Ivom Spinčičem. Za nasaditev pa je poskrbel krajinski arhitekt Anton Lap.
Park ima obliko podolgovatega nepravilnega pravokotnika, z daljšo stranico v smeri sever-jug. Na jugovzhodnem robu Navja je arkadna veža, t. i. »Slovenski panteon«, zasnovan v klasicističnem slogu, ki je bil zgrajen že sredi 19. stoletja na vzhodnem robu starega pokopališča sv. Krištofa. Nagrobniki so razvrščeni pod tem ostreškom in po trati. Na severnem koncu parka stojijo štirje Plečnikovi stebri, ki so prej stali pred stavbo Glasbene matice na Vegovi ulici v Ljubljani. Od leta 2001 je Navje zavarovano kot kulturni spomenik državnega pomena.

## Nagrobniki
- Anton Aškerc
- Jožef Blaznik
- Janez Bleiweiss
- Fran Cimperman
- Josip Cimperman
- Henrik Costa
- Etbin Henrik Costa
- Blaž Crobath
- Andrej Čebašek
- Matija Čop
- Mihael Dežman
- Dragotin Dežman (Karl Deschmann)
- Jurij Flajšman
- Fran Gestrin
- Janez Gogala
- Ivan Grohar
- Janez Nepomuk Hradecky
- Luka Jeran
- Josip Jurčič
- Frančišek Ksaver Karun
- Janez Krstnik Kersnik
- Karel Klun
- Jernej Kopitar
- Anton Korošec
- Emil Korytko
- Fran Levstik
- Jožef Kalasanc Likavec
- Anton Tomaž Linhart
- Ludvik Mac Neven De Cranagh O'Kelly ab Aghrim
- Gašper Mašek
- Anton Nedved
- Fran Maselj - Podlimbarski
- Mihael Peternel
- Magdalena Pleiweis
- Josip Podmilšak
- Jožef Poklukar (mlajši)
- Matija Prelesnik
- Anton Raič
- Božidar Raič
- Josef Ressel
- Gregor Rihar starejši
- Gregor Rihar mlajši
- Simon Rutar
- Matej Slekovec
- Josip Stritar
- Edo Šlajmer
- Ivan Tušek
- Valentin Vodnik
- Valentin Zarnik
- Ivan Železnikar

- Pisateljska grobnica (Anton Aškerc, Fran Gestrin,  Fran Levstik, Josip Podmilšak (Andrejčkov Jože) , Anton Raič, Božidar Raič, Ivan Resman (pesnik),  Simon Rutar, Ivan Železnikar)
- Jožef Blaznik
- Janez Bleiweis
- Franc Cimperman in Josip Cimperman
- Henrik Costa in Etbin Henrik Costa
- Blaž Crobath
- Andrej Čebašek
- Matija Čop
- Dragotin Dežman
- Mihael Dežman
- Janez Gogala
- Ivan Grohar
- Janez Nepomuk Hradecky
- Luka Jeran
- Josip Jurčič
- Frančišek Ksaver Karun
- Janez Krstnik Kersnik
- Karel Klun
- Jernej Kopitar
- Anton Korošec
- Emil Korytko
- Jožef Kalasanc Likavec
- Anton Tomaž Linhart
- Ludvik Mac Neven De Cranagh O'Kelly ab Aghrim
- Fran Maselj Podlimbarski
- Gašpar Mašek, Anton Nedvĕd, Jurij Flajšman
- Mihael Peternel
- Magdalena Pleiweis
- Jožef Poklukar (mlajši)
- Matija Prelesnik
- Josef Ressel
- Gregor Rihar starejši in Gregor Rihar mlajši
- Matej Slekovec
- Josip Stritar
- Edo Šlajmer
- Ivan Tušek
- Valentin Vodnik
- Valentin Zarnik